# Obra Pía de Jerusalén
Se denomina Obra Pía de Jerusalén a la custodia encargada a los religiosos menores observantes de San Francisco de aquellos lugares Santos de Palestina.
Carlos III en virtud de la real cédula de fecha 17 de diciembre de 1772 se declaró patrono de dichos lugares en razón a concurrir en su real corona todos los títulos canónicos de fundación, creación y dotación y cuyo derecho de patronato venían ejerciéndolo sus antecesores de la corona de España y de Sicilia, desde don Roberto y doña Sancha en quienes recayó el reino de Jerusalén. 
La conservación y custodia de los Santos Lugares desde la nueva adquisición por compra al soldán de Babilonia, fue confiada a los religiosos franciscanos por bula impetrada de la Santidad de Clemente VI en Aviñón, el 19 de noviembre de 1342.